# Neuville-sous-Montreuil
Neuville-sous-Montreuil is een gemeente in het Franse departement Pas-de-Calais (regio Hauts-de-France) en telt 739 inwoners (1999). De plaats maakt deel uit van het arrondissement Montreuil.

## Geografie
De oppervlakte van Neuville-sous-Montreuil bedraagt 8,8 km², de bevolkingsdichtheid is 84,0 inwoners per km².
De onderstaande kaart toont de ligging van Neuville-sous-Montreuil met de belangrijkste infrastructuur en aangrenzende gemeenten.

## Demografie
Onderstaande figuur toont het verloop van het inwonertal (bron: INSEE-tellingen).